# سینت برنیس (ایندیانا)
سینت برنیس (به انگلیسی: Saint Bernice) یک منطقهٔ مسکونی در ایالات متحده آمریکا است که در شهرستان ورمیلیون، ایندیانا واقع شده‌است. سینت برنیس ۱۷۶ متر بالاتر از سطح دریا واقع شده‌است.